# Phyllachora subcircinans
Phyllachora subcircinans är en svampart som beskrevs av Speg. 1891. Phyllachora subcircinans ingår i släktet Phyllachora och familjen Phyllachoraceae.   Inga underarter finns listade i Catalogue of Life.